# 계명철
계명철(생년 미상 ~ )은 조선민주주의인민공화국의 정치인이다. 평안북도 농촌경리위원회 위원장 겸 조선로동당 중앙검사위원회 위원이다.

## 경력
2012년 4월 리철만 후임으로 평안북도 농촌경리위원회 위원장으로 임명되었다. 2016년 5월 제7차 당대회에서 조선로동당 중앙검사위원회 위원에 선출되었다.

## 최고인민회의 대의원
2014년 3월 최고인민회의 선거 제269호 선거구에서 제13기 대의원으로 선출되었다.